# Carabus canaliculatus
Carabus (Aulonocarabus) canaliculatus – gatunek chrząszcza z rodziny biegaczowatych i podrodziny Carabinae.
Gatunek ten został opisany w 1812 roku przez Adamsa. Jako lokalizację typową wskazał on rejon rzeki Leny na Syberii. Ustanowiony został gatunkiem typowym podrodzaju Aulonocarabus.
Pod względem siedliskowym jest wyspecjalizowanym chrząszczem leśnym. W północnochińskich górach Dong Ling spotykany jest głównie w lasach modrzewiowych z dominacją Larix principis-rupprechtii.
Chrząszcz palearktyczny, znany wyłącznie z Rosji, Mongolii, Korei Północnej oraz północnochińskich prowincji Hebei, Jilin, Liaoning i Shanxi. Jego zasięg zoogeograficzny w Rosji określany jest jako obejmujący Ural, rejon sajańsko-ałtajski, Syberię Środkową, Zabajkale, Syberię północno-wschodnią, Cisamurię i prowincję nadmorską oraz południowy Sachalin i Kuryle.
Gatunek ten według jednej z systematyk dzieli się na 13 podgatunków:
- Carabus canaliculatus beizhenensis Deuve et Li, 2000
- Carabus canaliculatus canaliculatus Adams, 1812
- Carabus canaliculatus dacatrai Deuve, 1991
- Carabus canaliculatus diamesus Semenov et Znojko, 1933
- Carabus canaliculatus hailinensis Deuve et Li, 2000
- Carabus canaliculatus jankowskiellus Deuve, 1991
- Carabus canaliculatus merklellus Deuve, 2002
- Carabus canaliculatus pappianus Mandl, 1980
- Carabus canaliculatus pirata Semenov et Znojko, 1932
- Carabus canaliculatus pseudocareniger Deuve, 1991
- Carabus canaliculatus rufinus Beheim et Breuning, 1943
- Carabus canaliculatus sichotensis Born, 1914
- Carabus canaliculatus victorianus Obydov, 1997
- Carabus canaliculatus vojnitsi Mandl, 1980

Z kolei Bernard Lassalle stosuje podział na 6 podgatunków i 16 nacji:
- Carabus canaliculatus canaliculatus Adams, 1812
  - Carabus canaliculatus canaliculatus n. canaliculatus Adams, 1812
  - Carabus canaliculatus canaliculatus n. penialis Lapouge, 1913
  - Carabus canaliculatus canaliculatus n. korobeinikovi Shilenkov, 1996
  - Carabus canaliculatus canaliculatus n. pseudocareniger Deuve, 1991
- Carabus canaliculatus dacatrai Deuve, 1991
- Carabus canaliculatus sachalinicus Breuning, 1932
  - Carabus canaliculatus sachalinicus n. sachalinicus Breuning, 1932
  - Carabus canaliculatus sachalinicus n. pirata Semenov et Znojko, 1933
- Carabus canaliculatus vojnitsi Mandl, 1980
  - Carabus canaliculatus vojnitsi n. vojnitsi Mandl, 1980
  - Carabus canaliculatus vojnitsi n. merklellus Deuve, 2002
  - Carabus canaliculatus vojnitsi n. jankowskiellus Deuve, 1991
  - Carabus canaliculatus vojnitsi n. hailinensis Deuve et Li, 2000
  - Carabus canaliculatus vojnitsi n. deniskeithi Müller, 2002
  - Carabus canaliculatus vojnitsi n. beizhenensis Deuve et Li, 2000
- Carabus canaliculatus rufinus Beheim et Breuning, 1943
  - Carabus canaliculatus rufinus n. rufinus Beheim et Breuning, 1943
  - Carabus canaliculatus rufinus n. pseudopappianus Imura et Yamaya, 1994
- Carabus canaliculatus pappianus Mandl, 1980
  - Carabus canaliculatus pappianus n. pappianus Mandl, 1980
  - Carabus canaliculatus pappianus n. subpappianus Lassalle, 1999